# O Sabor da Vida
La Passion de Dodin Bouffant (bra/prt: O Sabor da Vida), anteriormente intitulado The Pot-au-Feu, é um filme de drama romântico histórico francês de 2023 escrito e dirigido por Trần Anh Hùng e estrelado por Juliette Binoche e Benoît Magimel.
Ambientado em 1885, retrata um romance entre uma cozinheira e o chef para quem ela trabalha. O personagem do chef é baseado em Dodin-Bouffant, criado pelo autor suíço Marcel Rouff em seu romance La Vie et la passion de Dodin-Bouffant, gourmet.
O filme estreou em 24 de maio de 2023 no 76º Festival de Cinema de Cannes e foi selecionado para concorrer à Palma de Ouro em sua seção principal de competição, onde Trần Anh Hùng ganhou o prêmio de melhor diretor. Foi lançado na França em 8 de novembro de 2023. O filme foi escolhido como representante francês para o Oscar de melhor filme internacional na edição de 2024.

## Sinopse
França em 1885: Eugénie trabalhou como chef do famoso dono de restaurante Dodin durante 20 anos e é considerada excelente em sua área. Como Eugénie e Dodin passaram anos juntos na cozinha, surgiram sentimentos entre eles. O amor compartilhado pela comida criou pratos únicos, deliciosos e requintados que são incomparáveis e atraem clientes de todo o mundo. No entanto, Eugénie, amante da liberdade, nunca quis se casar com Dodin. Então Dodin decide cozinhar para sua amada pela primeira vez.

## Elenco
- Juliette Binoche como Eugénie
- Benoît Magimel como Dodin Bouffant
- Emmanuel Salinger como Rabaz
- Patrick d'Assumçao como Grimaud
- Galatea Bellugi como Violette
- Jan Hammenecker como Magot
- Frédéric Fisbach como Beaubois
- Bonnie Chagneau-Ravoire como Pauline
- Jean-Marc Roulot como Augustin
- Yannik Landrein como pai de Pauline
- Sarah Adler como mãe de Pauline

## Produção
O filme foi rodado principalmente no Château du Raguin em Chazé-sur-Argos, Maine-et-Loire, em abril e maio de 2022. O chef francês Pierre Gagnaire atuou como diretor de culinária enquanto também aparecendo no filme no pequeno papel de chef. As co-estrelas Juliette Binoche e Benoit Magimel foram parceiros de 1998 a 2003 e têm uma filha juntos.

## Lançamento
O filme foi selecionado para concorrer à Palma de Ouro no Festival de Cinema de Cannes de 2023, onde teve sua estreia mundial em 24 de maio de 2023. Também foi convidado para o 28º Festival Internacional de Cinema de Busan na sessão 'Icon' e foi exibido em 6 de outubro de 2023.
Foi lançado nos cinemas na França pela Gaumont em 8 de novembro de 2023. A IFC Films e Sapan Studio adquiriram em conjunto os direitos de distribuição nos Estados Unidos e estão programados para dar ao filme um lançamento limitado nos cinemas em 9 de fevereiro de 2024, antes de expandir amplamente em 14 de fevereiro.

## Recepção
A Vanity Fair informou que o filme foi aclamado pela crítica. No Rotten Tomatoes, detém um índice de aprovação de 98% com base em 56 avaliações, com uma classificação média de 8,4/10. No Metacritic, tem uma pontuação média ponderada de 83 em 100, com base em 14 críticas, indicando "aclamação universal". La Passion de Dodin Bouffant recebeu uma classificação média de 3,1 de 5 estrelas no site francês AlloCiné, com base em 33 avaliações.